# Lamprosema dixialis
Lamprosema dixialis là một loài bướm đêm trong họ Crambidae.